# Allothigeen
In de mineralogie verwijst allothigeen (uit het Grieks: allothi (ἄλλοθι), elders; gennaō (γεννάω), ik breng voort) of allogeen naar mineralen die, nadat ze elders waren gevormd, langs mechanische weg (door middel van ijs, wind of water) zijn vervoerd naar de plaats waar ze thans voorkomen. Zo is agaat bijvoorbeeld een allothigeen mineraal in de grindafzettingen van de Veluwe.